# Miguel García (Musiker)
Miguel García, auch Padre Basilio genannt (wirksam Ende des 18. bis Anfang des 19. Jahrhunderts), war ein spanischer Gitarrist, Organist und Komponist. Über die Person Miguel García ist wenig bekannt. Der italienische Musikwissenschaftler Franco Poselli beschrieb ihn 1973 als „enigmatische Figur“. Er komponierte einige Gitarrenstücke. Er machte Ende des 18. Jahrhunderts auf Basis des direkten Zugangs zu Königin Maria Luise von Bourbon-Parma die Gitarre in der spanischen Aristokratie wieder hoffähig. Er gehörte als Mönch dem Zisterzienserkloster San Basilio in Madrid an. Er wurde Organist im Kloster El Escorial. In der Musikliteratur wird Miguel García manchmal mit Manuel del Pópulo Vicente García oder auch als Manuel García angesprochen und dabei zumindest namentlich verwechselt. So spricht beispielsweise die Gran Enciclopèdia Catalana in all ihren Auflagen (erste, zweite und online) in ihrem Artikel „Guitarra“ in genanntem Zusammenhang von „Manuel García“ und setzt diesen mit „Pare Basili“ gleich.

## Leben und Werk
Miguel Garcías Lebensdaten (Geburts- bzw. Sterbedatum, Geburts- bzw. Sterbeort) sind bisher nicht bekannt. Er verbrachte wohl den größten Teil seines Lebens in Madrid. Dort traf er auch auf den italienischen Komponisten Luigi Boccherini, der in seinem Quintett (op. 50 No. 2) die Spielanweisung „In der Art von Pater Basilio zu spielen“ angibt.
García verbrachte ein Großteil seines Lebens mit Musikunterricht. Unter seinen Schülern war Dionisio Aguado. Der Musikwissenschaftler Rafael Mitjana und der Gitarrist Emilio Pujol beschreiben García als einen Gitarristen, der zu seiner Zeit bemerkenswertes Ansehen genoss. Ihm wird die Hinzufügung der sechsten Saite der Gitarre und die Aufgabe der Technik des Kuppenanschlags („Rasgueado“) durch die neue Technik des Nagelanschlags der Saite („Punteado“) zugeschrieben. Die Bedeutung von García als Gitarristen wurde in neuerer Zeit jedoch relativiert. Dies hatten auch schon zeitgenössische Gitarristen wie Federico Moretti und Fernando Sor getan. Sogar Aguado stimmte in diesen kritischen Chor mit ein.
Ursprünglich war nur ein Werk für Gitarre von García bekannt, dass zweifelsfrei ihm zugeschrieben werden konnte, bis der Gitarrist Carles Trepat um 2002 drei Gitarren-Sonaten und vier Menuette von García in Archiven ausfindig machte und präsentierte. Trepat beschrieb diese Sonaten als denen von Domenico Scarlatti ähnlich, wenn auch weiter entwickelt in Richtung des galanten Stils.